# 双子まとめて『カノジョ』にしない?
『双子まとめて『カノジョ』にしない？』（ふたごまとめて カノジョ にしない）は、白井ムクによる日本のライトノベル。イラストは千種みのりが担当。略称は「ふたごま」。書籍版が富士見ファンタジア文庫（KADOKAWA）より2023年11月から刊行されており、2025年7月時点でシリーズの累計発行部数は15万部を突破している。
相手が双子の姉妹だと気づかないまま交流していた主人公が、両方と付き合うことになる三角関係を描くラブコメディ。
メディアミックスとして飴色みそ作画によるコミカライズが『アライブ+』（KADOKAWA）にて2024年4月25日より配信されている。

## 登場人物
高屋敷 咲人（）
本作の主人公。高校1年生。なるべく目立たないことを心がけている。
宇佐見 千影（）
光莉の双子の妹。光莉から「ちーちゃん」と呼んでいる。真面目な性格の優等生。咲人のことが中学時代から気になっていた。
宇佐見 光莉（）
千影の双子の姉。千影から「ひーちゃん」と呼んでいる。新聞部の幽霊部員。自由奔放な性格で、少し不思議なところがある。ゲームセンターで一緒に遊ぶうちに咲人のことが好きになった。
高坂 真鳥（）
新聞部所属の2年生。カメラをこよなく愛し、スクープのためなら盗撮も厭わない。実家は海の家を経営している。
東野 和香奈（）
新聞部所属の1年生。クラスメイトの光莉を新聞部に入部させた。
上原 彩花（）
新聞部部長の3年生。温厚な性格で、暴走する和香奈や真鳥に頭を悩ませる。
草薙 柚月（）
咲人の幼なじみ。

## 既刊一覧

### 小説
- 白井ムク（著）・千種みのり（イラスト） 『双子まとめて『カノジョ』にしない？』 KADOKAWA〈富士見ファンタジア文庫〉、既刊5巻（2025年5月20日現在）
  1. 2023年11月17日初版発行（同日発売[5]）、ISBN 978-4-04-075228-0
  2. 2024年2月20日初版発行（同日発売[6]）、ISBN 978-4-04-075382-9
  3. 2024年6月20日初版発行（同日発売[7]）、ISBN 978-4-04-075502-1
  4. 2024年12月20日初版発行（同日発売[8]）、ISBN 978-4-04-075667-7
  5. 2025年5月20日初版発行（同日発売[9]）、ISBN 978-4-04-075897-8

### 漫画
- 白井ムク（原作）・千種みのり（キャラクター原案）・飴色みそ（作画） 『双子まとめて『カノジョ』にしない？』 KADOKAWA〈MFコミックス〉、既刊3巻（2025年7月28日現在）
  1. 2024年8月28日発売[4][10]、ISBN 978-4-04-811321-2
  2. 2025年1月28日発売[11]、ISBN 978-4-04-811415-8
  3. 2025年7月28日発売[3]、ISBN 978-4-04-811545-2